# Stazione di Trentola-Ducenta
La stazione di Trentola-Ducenta era una stazione ferroviaria posta sulla linea Alifana bassa. Serviva il centro abitato di Trentola Ducenta.

## Storia
La stazione venne attivata il 30 marzo 1913 insieme alla tratta ferroviaria da Napoli a Capua (Alifana bassa).
Nel secondo dopoguerra, a causa della crescente urbanizzazione dell’hinterland napoletano il servizio ferroviario non risultava più adeguato alle esigenze; pertanto il 20 febbraio 1976 l’esercizio venne sospeso, e sostituito, per un paio di anni, da un servizio di autobus. La chiusura doveva essere temporanea per consentire l'ammodernamento della linea, ma poi in sostituzione venne costruita una nuova linea metropolitana corrente più ad est, che non serve il comune di Trentola-Ducenta.

## Strutture e impianti
Il fabbricato viaggiatori è stato ridipinto di rosso dopo la chiusura della linea ed utilizzato dalla Chiesa evangelica, mentre il percorso dei binari è ricalcato dalla strada chiamata, appunto, via Ex Alifana.